# Río Gallegos
Río Gallegos er hovedstaden i provinsen Santa Cruz i Patagonien i Argentina. Byen ligger ved mundingen af floden Gallegos, 2 636 km syd for Buenos Aires. Byen har en befolkning på ca. 115.585 (2022) indbyggere.
Río Gallegos er en vigtig by i det sydligste af Argentina, med militærbaser og en international lufthavn. Flyvninger mellem Chile og RAF Mount Pleasant på Falklandsøerne mellemlander i Río Gallegos en gang om måneden.
Nestor Kirchner, Argentinas præsident fra 2003 til 2007, var ordfører i Río Gallegos fra 1987 til 1991.